# Slag bij Benavente
De Slag bij Benavente vond op 29 december 1808 plaats tijdens de Spaanse Onafhankelijkheidsoorlog. De slag maakte deel uit van de Coruñua-campagne van het Britse leger tegen de Franse bezetter.

## Aanloop
John Moore leidde een strijdmacht Spanje binnen om de lokale bevolking te ondersteunen in hun strijd tegen de Franse bezetter. Echter, Napoleon had inmiddels het land zelf betreden met een leger om de kansen voor de Fransen te doen keren. Toen Madrid ook in de handen van de Fransen viel was de situatie voor de Britten onhoudbaar in Spanje. John Moore stuurde Henry Paget eropuit om hun terugtocht te verkennen.

## Slag
Pahet nam met zijn cavaleristen de positie in langs de oever van de rivier de Esla om de terugtocht van het leger te dekken. Op de 29ste december wisten de Franse cavaleristen onder leiding van Charles Lefebvre-Desnouettes de rivier met veel moeite over te steken. Bij de oversteek werd hij meteen aangevallen door de mannen van Loftus Otway, maar hij werd teruggedreven richting Benavente. Aldaar stortte Paget zich met zijn mannen in het strijdgewoel met aan zijn zijde Charles Vane. De Britten wisten de Fransen terug te dringen en te verslaan. De Fransen sloegen op de vlucht en wisten Lefebvre-Desnouettes gevangen te nemen.

## Nasleep
Door de overwinning steeg het moraal van de Britse cavaleristen, maar de Britten zetten hun terugtocht voort. De Franse generaal Lefebvre-Desnouettes werd naar Engeland gebracht als krijgsgevangene, maar hij wist uiteindelijk te ontsnappen uit Engeland en terug te keren naar Frankrijk. 